# Need for Speed: Hot Pursuit 2
Need for Speed: Hot Pursuit 2 è un videogioco di corsa, sviluppato e pubblicato da EA Games nel 2002. È un videogioco della serie di Need for Speed ed è stato sviluppato da EA Black Box poco dopo la sua acquisizione da parte di Electronic Arts. Nel Videogioco sono presenti 22 vetture di lusso. Le auto nel gioco non possono essere né comprate né modificate sia nell'estetica, che nelle prestazioni, l'unica modifica permessa è il cambio del colore della vettura.

## Modalità di gioco
Come in Need for Speed III: Hot Pursuit , uscito nel 1998, anche in questo capitolo della serie è possibile essere dalla parte della legge o contro di essa.
Durante gli inseguimenti, la polizia non si limita a semplici blocchi stradali o alle ruote chiodate, ma fa uso degli elicotteri che tramite delle botti esplosive gettate sulla strada al contatto con la vettura del giocatore esse creano seri danni al mezzo, rendendo difficoltosa la fuga.
Nel gioco è possibile sbloccare delle vetture in versione NFS, con caratteristiche leggermente migliori, in cui non è possibile modificare il colore della carrozzeria.
Esistono quattro modalità di gioco. Le modalità single challenge e quick race permettono di affrontare rispettivamente un campionato o una gara a scelta senza obbiettivi particolari. Le altre modalità sono la Hot Pursuit e la Championship. Entrambe sono composte da 33 eventi di vario tipo (gara singola, torneo, knockout o prova a tempo), nella prima inoltre sono presenti il traffico e la polizia.

## Accoglienza
Del gioco sono state molto apprezzate la grafica, il sonoro, il comportamento realistico delle vetture, la presenza di danni estetici e meccanici e il livello di difficoltà ben calibrato. La sensazione di velocità è stata considerata poco convincente.